# 28e législature du Québec
La 28e législature du Québec a été élue lors de l'élection générale québécoise de 1966. Celle-ci s'est découpée en cinq sessions. L'Union nationale obtiendra la majorité par 56 sièges sur 108, la Parti libéral du Québec formant l'opposition. Il s'agit de la dernière législature bicamérale du Québec. Le Conseil législatif ayant été aboli le 31 décembre 1968 entre la 3e et la 4e session de la légilature.

## Lois marquantes

### 4esession
- 20 novembre 1969 : adoption de la Loi pour promouvoir la langue française au Québec (projet de loi 63) qui définit les droits des Québécois en matière de langue d'enseignement et institue une politique linguistique.
- 24 novembre 1969 : adoption de la charte créant la Société québécoise d'initiatives pétrolières (Soquip).

## Évolution du nombre de députés par parti
| Parti politique | Parti politique | 1966   | 1967     | 1967    | 1967    | 1968   | 1968     | 1968    | 1968    | 1968   | 1968 |
| Parti politique | Parti politique | 5 juin | 28 juil. | 14 oct. | 12 déc. | 31 mai | 26 sept. | 30 oct. | 20 nov. | 4 déc. |      |
| --------------- | --------------- | ------ | -------- | ------- | ------- | ------ | -------- | ------- | ------- | ------ | ---- |
|                 | Union nationale | 56     | 56       | 56      | 56      | 56     | 55       | 54      | 54      | 55     |      |
|                 | Libéral         | 50     | 49       | 48      | 49      | 48     | 48       | 48      | 48      | 49     |      |
|                 | Indépendant     | 2      | 3        | 4       | 3       | 3      | 3        | 4       | 3       | 3      |      |
| Sièges occupés  | Sièges occupés  | 108    | 108      | 108     | 108     | 107    | 106      | 106     | 105     | 107    |      |
| Sièges vacants  | Sièges vacants  | 0      | 0        | 0       | 0       | 1      | 2        | 2       | 3       | 1      |      |

| Parti politique | Parti politique       | 1969   | 1969    | 1969    | 1969     | 1969    | 1969   | 1969   | 1969    | 1969    | 1969    | 1969    | 1969    | 1969    |
| Parti politique | Parti politique       | 3 mars | 29 avr. | 20 juin | 18 juil. | 19 août | 7 oct. | 8 oct. | 24 oct. | 31 oct. | 11 nov. | 12 nov. | 26 nov. | 27 nov. |
| --------------- | --------------------- | ------ | ------- | ------- | -------- | ------- | ------ | ------ | ------- | ------- | ------- | ------- | ------- | ------- |
|                 | Union nationale       | 56     | 55      | 55      | 54       | 53      | 53     | 57     | 57      | 57      | 56      | 55      | 55      | 55      |
|                 | Libéral               | 49     | 49      | 48      | 48       | 48      | 48     | 48     | 47      | 46      | 46      | 46      | 46      | 45      |
|                 | Indépendant           | 3      | 3       | 3       | 3        | 3       | 2      | 2      | 2       | 3       | 4       | 5       | 4       | 4       |
|                 | Ralliement créditiste | 0      | 0       | 0       | 0        | 0       | 1      | 1      | 1       | 1       | 1       | 1       | 1       | 1       |
|                 | Parti québécois       | 0      | 0       | 0       | 0        | 0       | 0      | 0      | 0       | 0       | 0       | 0       | 1       | 1       |
| Sièges occupés  | Sièges occupés        | 108    | 107     | 106     | 105      | 104     | 104    | 108    | 107     | 107     | 107     | 107     | 107     | 106     |
| Sièges vacants  | Sièges vacants        | 0      | 2       | 3       | 4        | 5       | 5      | 0      | 1       | 1       | 1       | 1       | 1       | 2       |

| Parti politique | Parti politique       | 1970   | 1970   |
| Parti politique | Parti politique       | 16 fév | 4 mar. |
| --------------- | --------------------- | ------ | ------ |
|                 | Union nationale       | 55     | 55     |
|                 | Libéral               | 44     | 43     |
|                 | Indépendant           | 4      | 4      |
|                 | Ralliement créditiste | 1      | 1      |
|                 | Parti québécois       | 1      | 1      |
| Sièges occupés  | Sièges occupés        | 105    | 104    |
| Sièges vacants  | Sièges vacants        | 3      | 4      |